# Phalaenopsis deliciosa
Phalaenopsis deliciosa és una orquídia del gènere de Phalaenopsis, de la subfamília Epidendroideae, de la família Orchidaceae. És nadiua del sud-oest d'Àsia.

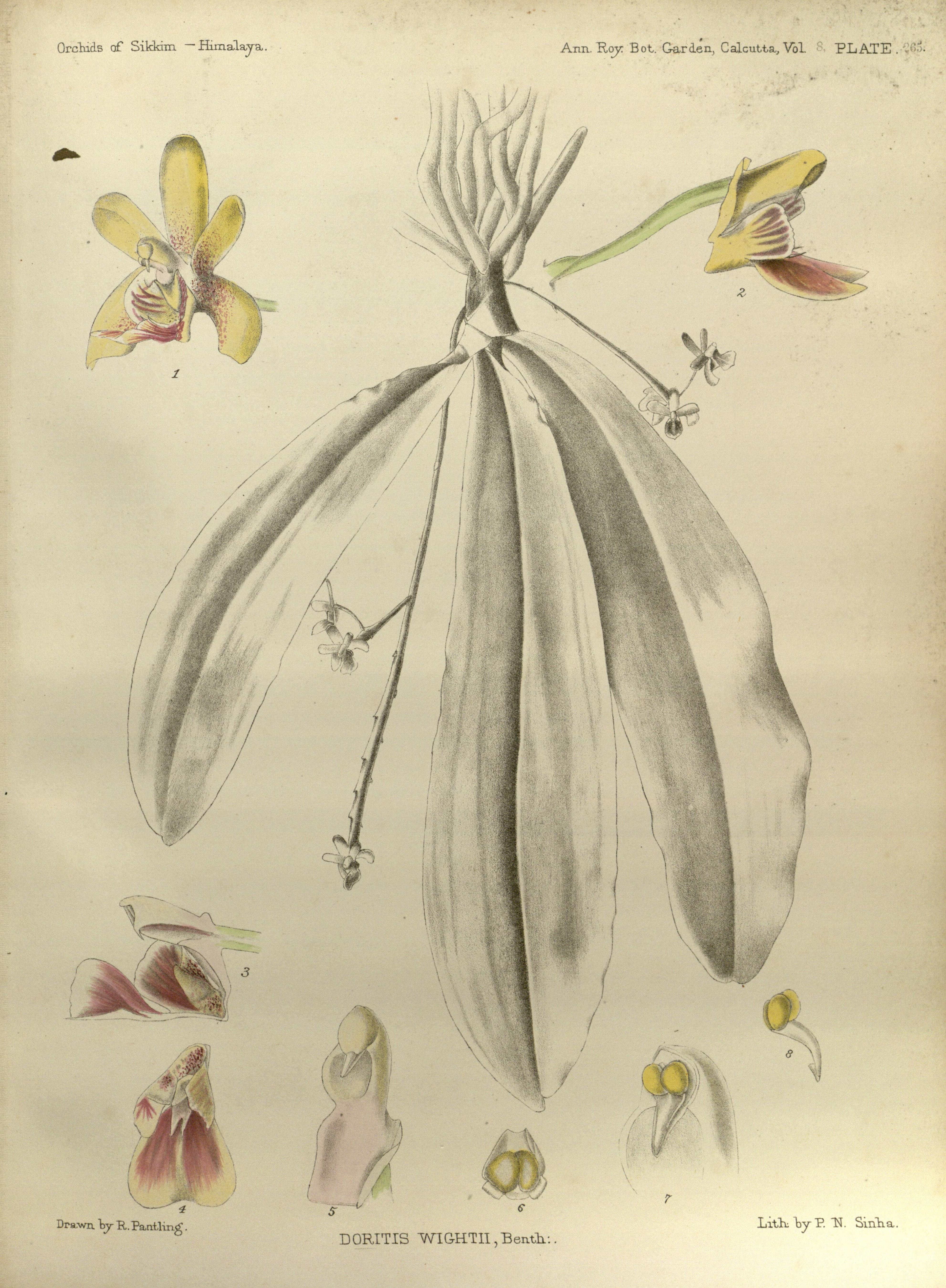
Il·lustració

## Hàbitat
Les plantes creixen als boscos de terres baixes de l'Índia fins a Java, Sumatra, Borneo i Filipines, en elevacions per sota dels 600 metres.

## Descripció
Alguns autors atribueixen aquest nom a Kingidium decumbens i viceversa, però realment Kingidium decumbens no és un nom adequat, perquè realment seria un sinònim de Phalaenopsis parishii, per un error taxonòmic de fa cent anys.
És una planta diminuta (amb una flor de 2'5 cm) que es troba en l'Himàlaia xinés, Assam, l'Índia, Bangladesh, Nepal, Sikkim, Sri Lanka, Myanmar, Tailàndia, Malàisia, Laos, Cambodja, Vietnam, Borneo, Java, Moluques, Filipines, Cèlebes i Sumatra, i als boscos de ribera en elevacions per sota dels 600 metres; creix sobre suro o en falgueres arborescents, en llocs frescs, i admet com més va temperatures més càlides. Són epífits amb una tija molt curta i amb 3 a 6 fulles oblongolanceolades amb marges ondats i lleugerament desiguals, amb flors axil·lars, en una inflorescència erecta en raïm de 20 cm de llarg, sovint ramificat, amb moltes flors que s'obren en totes direccions i que floreixen en qualsevol moment i més d'una vegada a l'any.

## Taxonomia
Phalaenopsis deliciosa fou descrita per Heinrich Gustav Reichenbach en Bonplandia 2: 93. 1854.
Etimologia
Phalaenopsis: nom genèric que procedeix del grec phalaina = 'papallona' i opsis = 'semblant', a causa de les inflorescències d'algunes espècies, que recorden papallones en vol. Per això, se les anomena “orquídies papallona”.
deliciosa: epítet llatí que significa 'deliciosa'.
Varietats
- Phalaenopsis deliciosa subsp. deliciosa.
- Phalaenopsis deliciosa subsp. hookeriana (O.Gruss & Roellke) Christenson,

Sinonímia
- Aerides latifolia Thw. 1861;
- Doritis hebe [Rchb.f] Schlechter 1913;
- Doritis latifolia [Thw.] Trim 1885;
- Doritis philippinensis Ames 1908;
- Doritis steffensii Schlechter 1911;
- Doritis wightii [Rchb.f] Benth & J D Hook 1883;
- Kingidium deliciosum (Rchb. f.) H.R. Sweet 1970;
- Kingidium deliciosum var bellum {teijsm & Binn 1993;
- Kingidium philippinenesis [Ames] O. Gruss 1995;
- Kingidium wightii [Rchb.f] Gruss & Rolke 1995;
- Kingiella hebe {Rchb.f] Rolfe 1917;
- Kingiella philippinensis [Ames] Rolfe 1917;
- Kingiella steffensii [Schltr.] Rolfe 1917;
- Phalaenopsis alboviolacea Ridl. 1893;
- Phalaenopsis amethystina Rchb.f 1865;
- Phalaenopsis bella Teijsm & Binn. 1862;
- Phalaenopsis hebe Rchb.f 1862;
- Phalaenopsis hebe var amboinensis J.j.sm. 1917;
- Phalaenopsis wightii Rchb.f 18621941[3][4][5]